# 海底ポスト

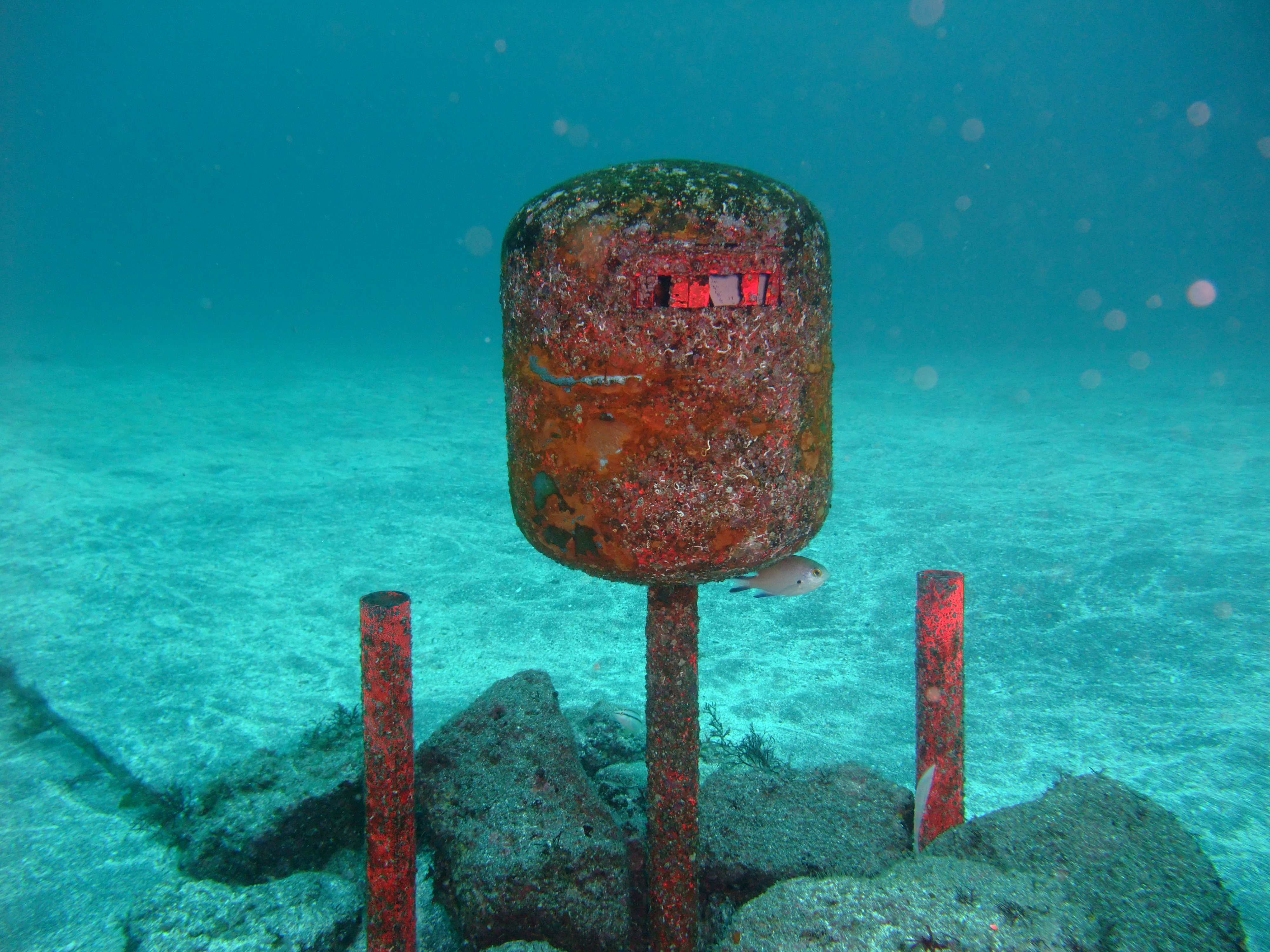
城ヶ崎海岸の伊豆海洋公園に設置されている海底ポスト。クリスマスシーズンにはより本格的なポストが設置される。

海底ポスト（かいていポスト）は、海底に設置されている郵便ポスト。海中郵便ポスト、海中ポストとも呼ばれる。日本では和歌山県すさみ町、静岡県伊東市、沖縄県那覇市、沖縄県北谷町に設置されている。

## 和歌山県すさみ町

### 概要
1999年4月に南紀熊野体験博でのイベントの一つとして、和歌山県すさみ郵便局局長の発案で設置された郵便ポスト。設置場所は、和歌山県すさみ町の枯木灘（かれきなだ）海岸、岸から100m、水深10mの海底にあり、郵便ポストは、昔ながらの円柱形の丸ポスト（郵便差出箱1号）である。
実際に投函されたハガキは地元のダイバーが毎日回収し、日本郵便株式会社を通じて全国に配達される。1日平均10通、週末や夏休みには多い日で50通のハガキが投函され、年間投函数は1000通近くに上る。
2002年のギネスブックに「世界一深いところにあるポスト」として認定、掲載された。同年6月9日に投函数が1万通、2005年12月25日には投函数2万通、さらに2011年10月1日には投函数が3万通を記録した。
元々すさみ町は、ダイビングスポットとして人気があるところで、海中ポストへの投函目的で訪れる人も多く、ダイビングツアー参加客が現地で耐水紙はがきを買って投函しているという。
また、2007年4月15日には、8年間海底に設置されていたポストの老朽化により、ポストの取り換え作業が行われた。取り換え作業は、公募した「ボランティアダイバー」7名を含む10名で行われ、今後は新旧ポストを1年交代で使用する予定である。

### メディアへの登場
- 2003年8月20日放送のフジテレビ｢トリビアの泉｣にて、トリビアのひとつとして取り上げられる[4]。
- ダイハツが2015年に発売した軽自動車、「キャスト・アクティバ」のCMでこの海底ポストが登場している(出演は山﨑賢人)。
- 明治が販売している「明治プロビオヨーグルトLG21」の2017年11月中旬からのCMでこの海底ポストが登場している。

## 沖縄県那覇市
2013年にNAHAえんがん共同企業体が沖縄県那覇市の波の上うみそら公園内の水深7メートルの海底（海底ポスト）と浅瀬（海中ポスト）の2か所に設置。海底ポストは赤色。海中ポストのほうの上部にはシーサーが飾られている。専用の耐水紙はがきのみを用いることができる私的設置ポストであるが、特定非営利活動法人の美ら海振興会が回収して記念スタンプを押印することになっている。

## 沖縄県北谷町
2016年に沖縄県北谷町宮城海岸の「砂辺No.1」ポイント沖合約60m、水深約7mに設置された海底ポスト。北谷町海域利用事業所協力会に所属するダイビングショップが協同して海底まで運び設置された。耐水性の専用のポストカードを利用して実際に投函することが可能。また、専用の風景印もポストカードに押され、北谷町公式イメージキャラクターである「ちーたん」がデザインに登場している。ゆるキャラが入った風景印は沖縄県で初めて。ポストカードは協力会指定のダイビングショップで購入できる。